# MTTC Iphitos

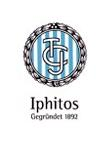
Logo des MTTC

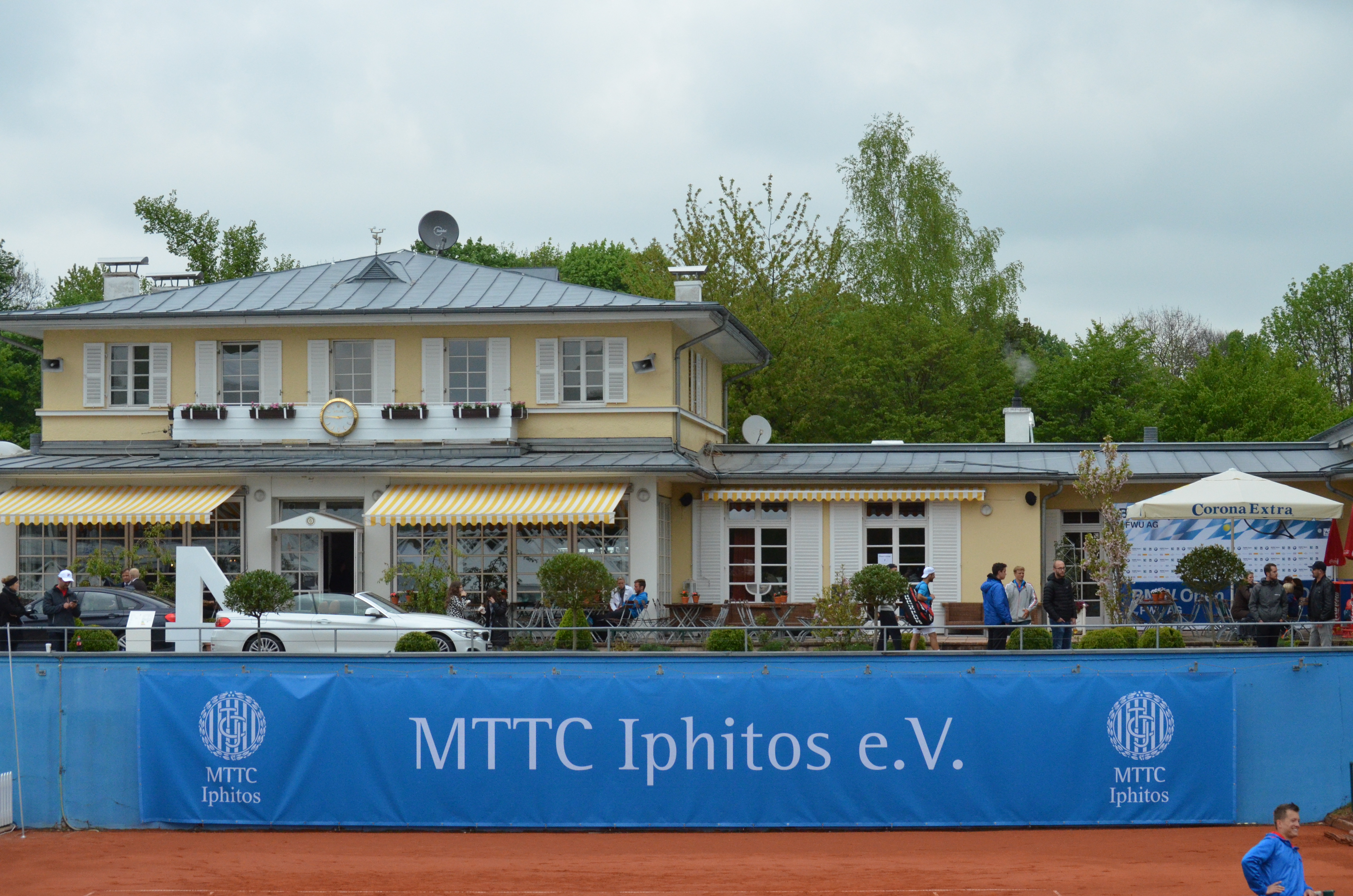
Anlage des MTTC während der BMW Open 2014

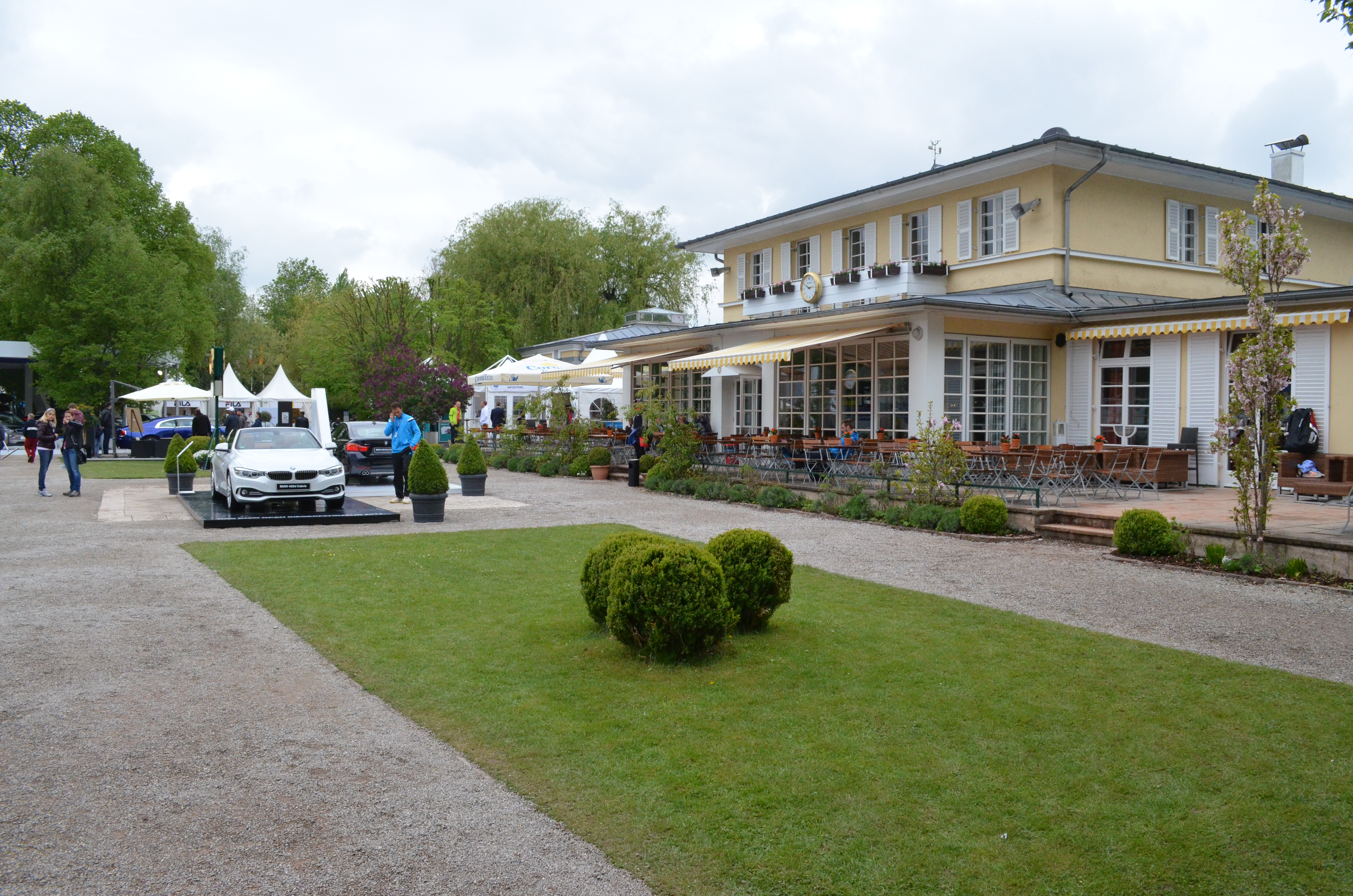
Anlage des MTTC während der BMW Open 2014

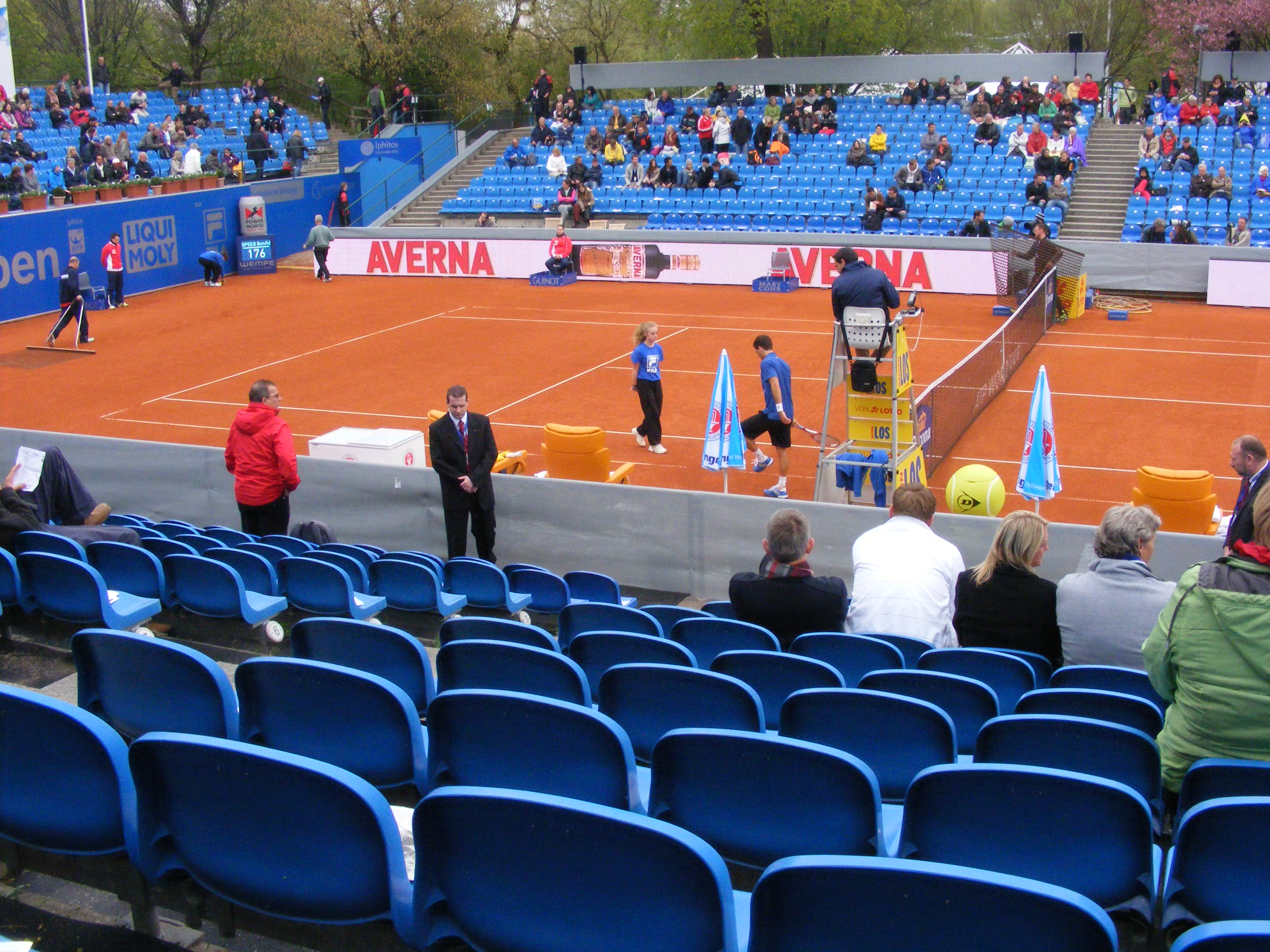
Center Court BMW Open 2013

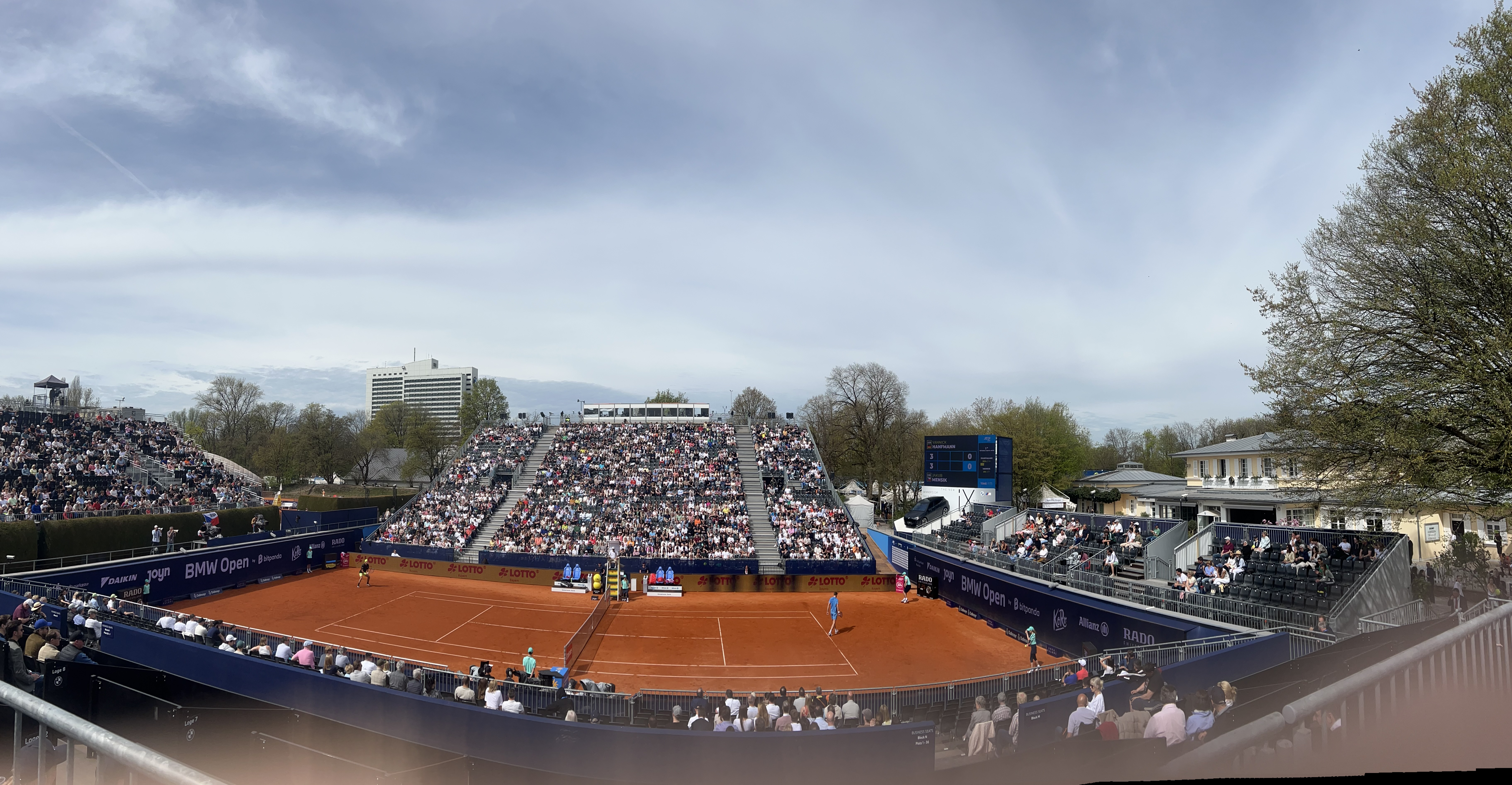
Der neue provisorische Center Court 2025 mit 6000 Plätzen

Der Münchner Tennis- und Turnierclub Iphitos ist einer der bekannten Tennisclubs Deutschlands und Mitglied der Leading Tennis Clubs of Germany. Sein Vereinsgelände in München liegt im Nordteil des Englischen Gartens. Internationale Wettkämpfe wie der Davis Cup und die alljährlich stattfindenden BMW Open haben den Club bekannt gemacht.

## Geschichte
Der weiße Sport begann in München 1892, als im alten Rosipalpark an der Leopoldstraße der erste Lawn- (Rasen-) Platz angelegt wurde. Unter fachkundiger Anleitung des Kapländers Hugo Naude, ein Student der Malerei und Musik, gründeten Prinz Albert von Bayern sowie der Münchener Sportpionier Richard Blaul und 17 andere Mitstreiter den ersten Münchener Tennisclub. Der Beiname Iphitos lässt sich auf den griechischen König Iphitos von Elis zurückführen. Im Jahre 1930 wechselte das Vereinsgelände an den Nordrand des Englischen Gartens beim Frankfurter Ring, wo es noch heute liegt. Der MTTC Iphitos ist als gemeinnütziger Verein für seine Jugendarbeit bekannt. Der Verein sieht sich der Tradition des Tennissports besonders verpflichtet, weshalb neue Vereinsmitglieder ein Gespräch mit dem Vorstand führen und die vorderen, dem Clubhaus am nächsten gelegenen Plätze von Vereinsmitgliedern ausnahmslos in weißer Spielkleidung genutzt werden dürfen.

## Vereinsgelände
Das Vereinsgelände des 1892 gegründeten Vereins umfasst auf 32.000 m² 17 Sand- und 3 Indoor-Hartplätze, darunter einen Center Court mit Plätzen für bis zu 4.300 Zuschauer. Vier Sandplätze werden im Winter mit einer Traglufthalle überspannt und können so auch in der kalten Jahreszeit als Indoorplätze genutzt werden.
Bis 1989 wurden Turniere im Rahmen des Grand Prix Tennis Circuits gespielt. Mit Gründung der ATP Tour fand das Turnier seit 1990 im Rahmen der  Turnierkategorie ATP Tour 250 statt.
Ab 2025 wurden die BMW Open zur Kategorie ATP Tour 500 hochgestuft. Damit einhergehend wird die Tennisanlage grundlegend renoviert. In den Regularien der ATP steht, dass der Center-Court 7000 Zuschauerplätze haben muss. Der Center-Court wurde zunächst provisorisch auf 6000 Zuschauer erweitert. 2027/2028 soll ein neuer Center-Court eingeweiht werden, der eine Kapazität von 7500 Sitzplätzen erhalten soll, sowie ein verschließbares Dach. Endgültige Entscheidungen stehen jedoch noch aus, unter anderem weil auch die Baugenehmigung noch nicht erteilt wurde. Der Bau steht in der Kritik, da der benachbarte Tennisverein wahrscheinlich seine Trainingsstätte verlieren wird.

## Mannschaften und Spieler
Die derzeit höchstklassige Mannschaft des Clubs ist die 1. Damenmannschaft, die in der 2. Bundesliga spielt und 2009 Bayerischer Meister wurde. Der größte Erfolg des Vereins liegt im Jahre 1990, als die Herrenmannschaft unter Michael Stich Deutscher Tennismeister wurde.
Bekannte Spieler, die im Laufe der Jahre auf dem Center Court gespielt haben, sind u. a.: Nikola Pilić, John McEnroe, Jimmy Connors, Stefan Edberg, Ivan Lendl, Boris Becker, Michael Stich, Andre Agassi, Roger Federer oder Marin Čilić.